# Potamonautes semilunaris
Potamonautes semilunaris is een krabbensoort uit de familie van de Potamonautidae. De wetenschappelijke naam van de soort is voor het eerst geldig gepubliceerd in 1955 door Bott.